# Fredericktown (Missouri)
Fredericktown é uma cidade localizada no estado americano de Missouri, no Condado de Madison.

## Demografia
Segundo o censo americano de 2000, a sua população era de 3928 habitantes.
Em 2006, foi estimada uma população de 4042, um aumento de 114 (2.9%).

## Geografia
De acordo com o United States Census Bureau tem uma área de
11,5 km², dos quais 11,1 km² cobertos por terra e 0,4 km² cobertos por água. Fredericktown localiza-se a aproximadamente 226 m acima do nível do mar.

## Localidades na vizinhança
O diagrama seguinte representa as localidades num raio de 32 km ao redor de Fredericktown.